# Faicchio
Faicchio – miejscowość i gmina we Włoszech, w regionie Kampania, w prowincji Benewent.
Według danych na I 2009 gminę zamieszkiwało 3775 osób przy gęstości zaludnienia 86 os./1 km².